# Toona sinensis
Toona sinensis, també coneguda com caoba xinesa, planta de vedella i ceba, cedre xinès, o cedre vermell (en xinès: 香椿, pinyin: xiāngchūn ; en hindi: डारलू, d̩āralū ; en malai, suren ; en vietnamita hương xuân) és una espècie de planta del gènere Toona pròpia de l'est i sud-est d'Àsia; des del sud de Corea del Nord cap a l'orient, centre i sud-est de la Xina fins al Nepal, l'Índia nord-oriental, Myanmar, Tailàndia, Malàisia, i Indonèsia occidental.

### Descripció
És un arbre caducifoli que creix 25 metres d'alçada amb un tronc fins a 70 centímetres de diàmetre. L'escorça és marró, llisa en arbres joves, tornant-se escamosa a llanuda en arbres vells.

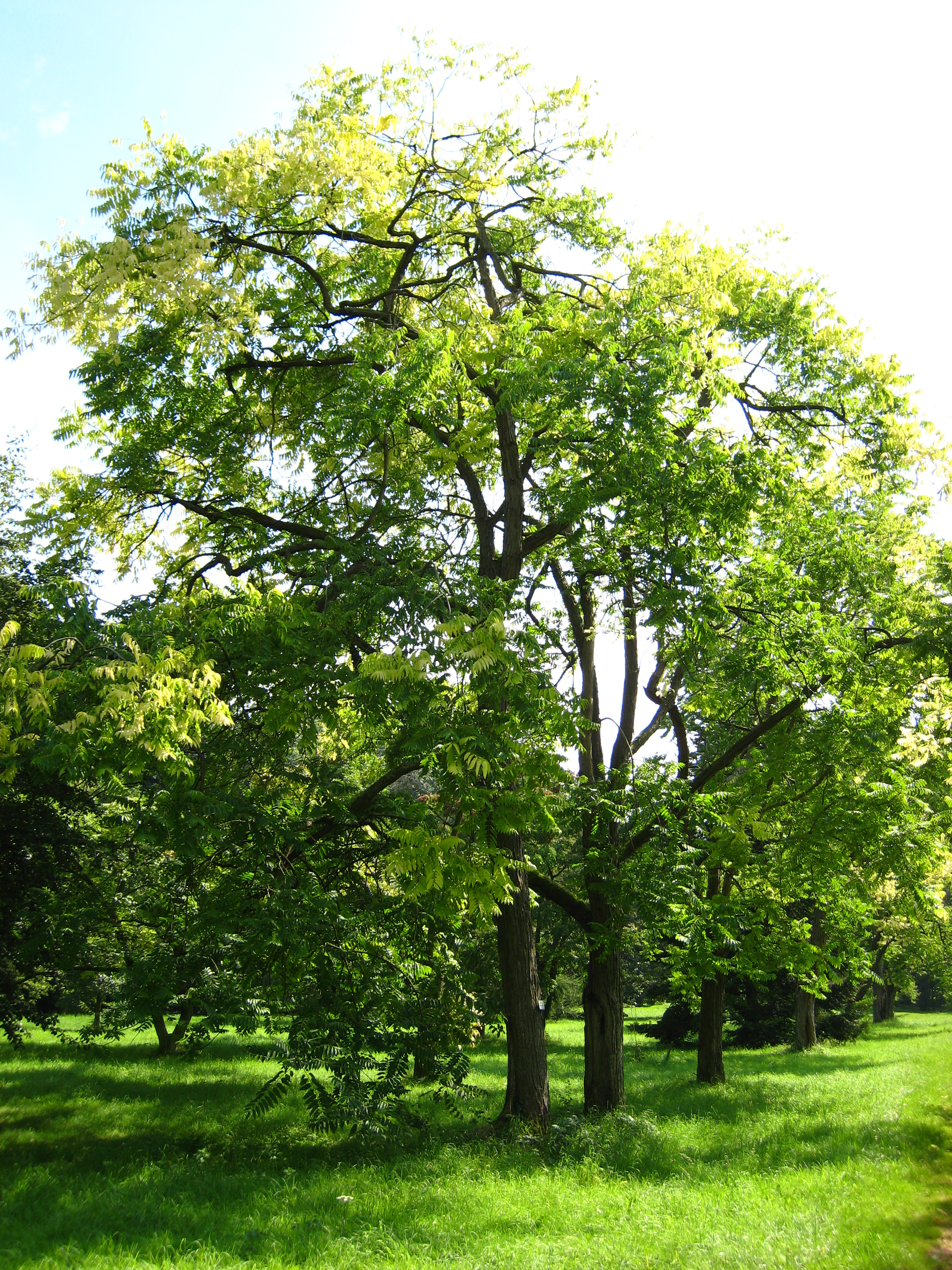
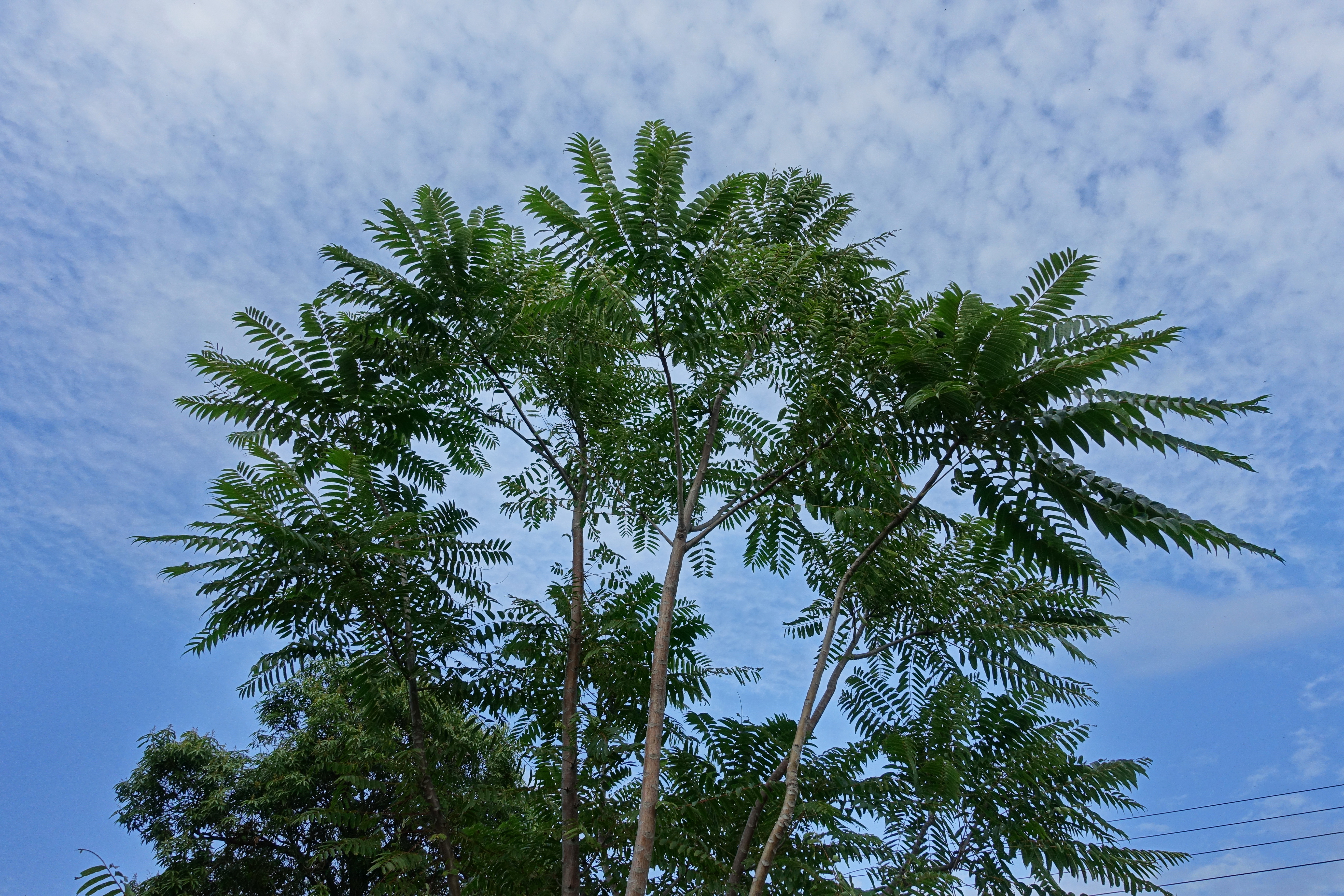
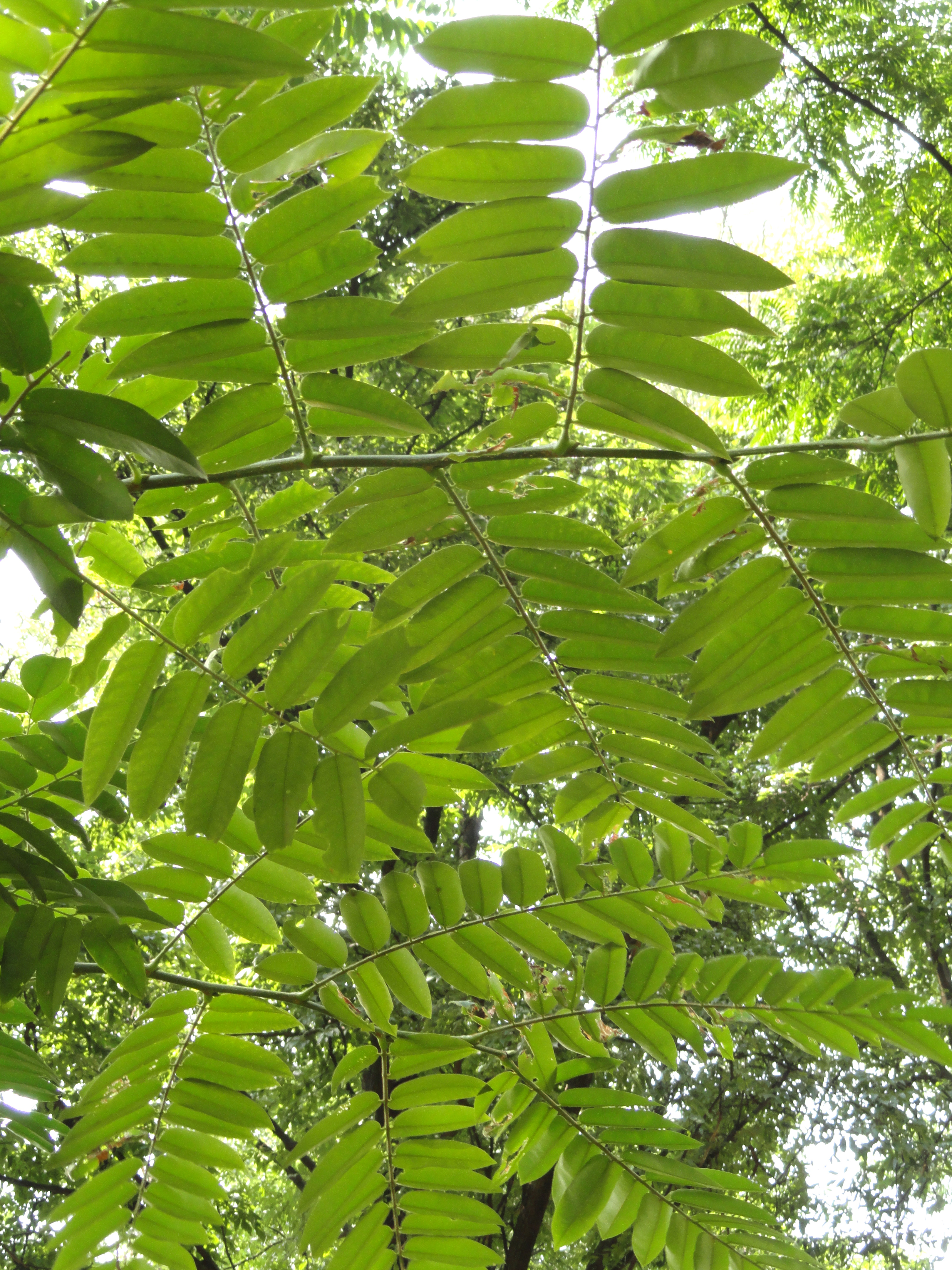

Les fulles són pinnades (50-70 cm de llarg i 30-40 cm d'ample), amb 10-40 folíols, generalment no posseeix folíol terminal (fulla paripinnada) encara que de vegades és present (fulla imparipinnada). Els folíols individuals fan 9–15 cm de llarg i 2,5–4 cm d'amplada, amb un marge sencer o feblement serrat.

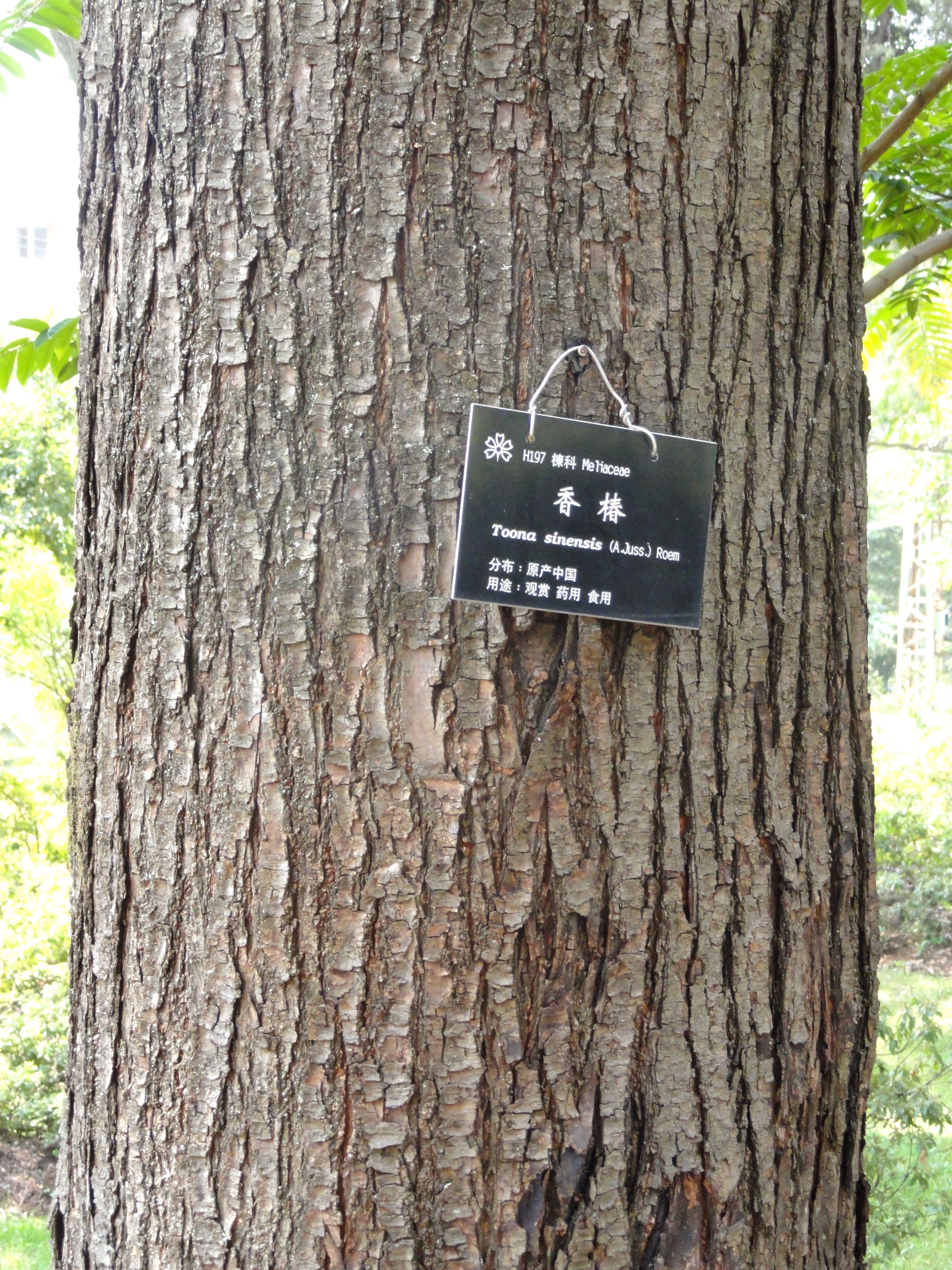
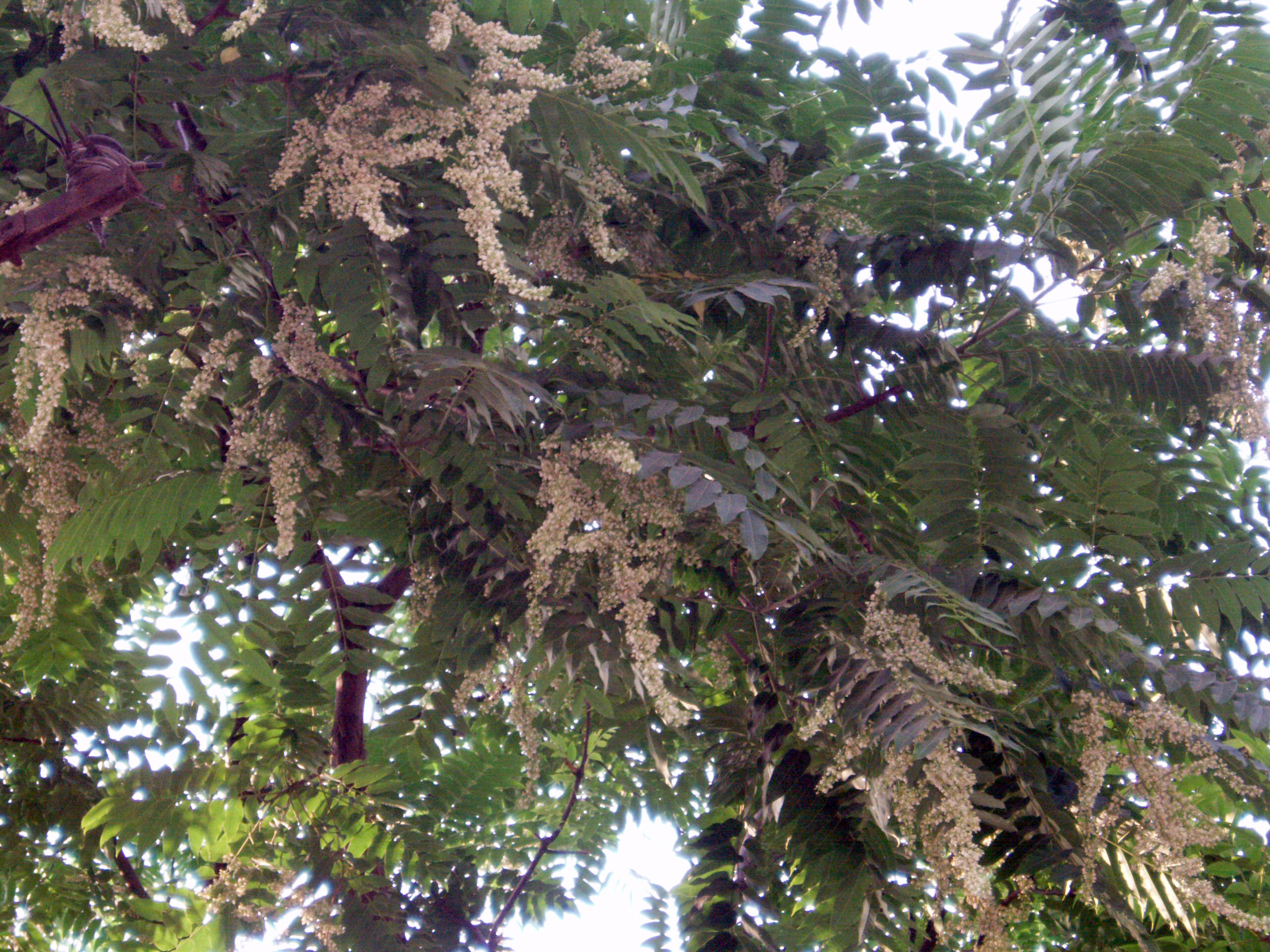
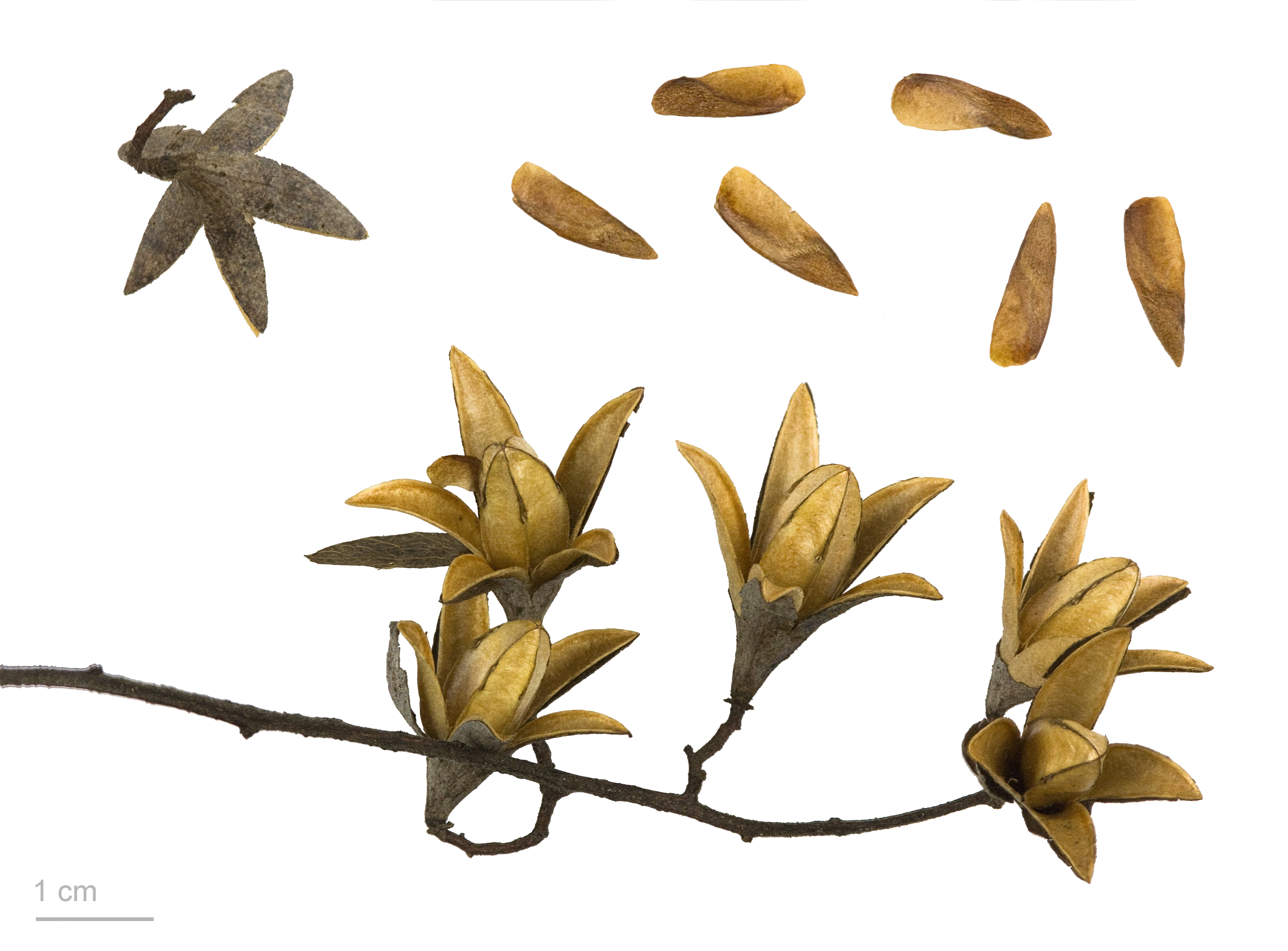

Les flors són produïdes a l'estiu amb panícules de 30-50 cm de llarg al final d'una branca.Cada flor és petita, de 4–5 mm de diàmetre, amb cinc pètals blanc o rosa pàl·lid. La fruita és una càpsula d'uns 2–3,5 cm de llarg, que conté diverses llavors alades.

## Cultiu i ús
Les fulles joves de T. sinensis (xiāngchūn) són molt utilitzades com a verdura a la Xina. Tenen un sabor floral, similar al de la ceba, atribuït als compostos d'organosulfur volàtils. Les plantes amb fulles joves vermelles es consideren de millor sabor que aquelles amb fulles joves verdes. A la Xina i països del sud-est asiàtic com Malàisia, les fulles joves de Toona sinensis s'utilitzen per fer la «pasta de Toona», que s'utilitza com a condiment per servir amb farinetes d'arròs com a esmorzar i àpats senzills, o per millorar el sabor d'un plat o sopa. Els plats habituals elaborats amb pasta de Toona són arròs fregit amb caoba xinès, sopa de bolets amb caoba xinesa i la sopa de tofu caoba xinesa.
La fusta és dura i vermellosa. És valuosa, s'usa per a la fabricació de mobles i per a cossos de guitarres elèctriques. Com que és una «veritable caoba» (caoba diferent de Swietenia), és un dels substituts comuns de la caoba Swietenia («caoba genuïna»), que ara està restringida comercialment per ser d'origen nadiu.
Fora de la seva regió nativa, la T. sinensis es valora més com un gran arbre ornamental pel seu aspecte demacrat. És per lluny, l'espècie de Meliaceae més tolerant al fred i l'únic membre de la família que es pot cultivar amb èxit al nord d'Europa.

## Culture
A la literatura xinesa, la Toona sinensis sovint s'utilitza per a una metàfora, com un arbre madur que representa el pare. Això es manifesta ocasionalment per exemple en expressar els millors desitjos al pare i la mare d'un amic en una carta, on un pot escriure «desitjant que Toona sinensis i lliri del matí es trobin forts i feliços» (en xinès: 椿萱并茂), amb la Toona sinensis referint-se metafòricament al pare i el lliri del matí (Hemerocallis) a la mare.